# Marina Cárdenas
Emma Marina Baltodano Espinales, más conocida por su nombre artístico Marina Cárdenas y por el apodo "La Gordita de Oro" (Managua, 26 de diciembre de 1946-31 de octubre de 2014), fue una cantante nicaragüense, recordada como una figura destacada en el panorama musical de Nicaragua, especialmente por su interpretación de boleros. Con más de 45 años de vida artística es un referente de la cultura musical de Nicaragua en el siglo XX. Recibió más de 400 reconocimientos durante su carrera artística.

## Biografía
Nació en el barrio La Tejera de la ciudad de Managua. Realizó estudios primarios en el Colegio "Evita Perón", concluidos los mismos se dedicó al comercio informal (vendiendo en las afueras del Teatro "Luciérnaga"). Después del terremoto de Managua de 1972 instaló una pulpería, poco después comenzó su carrera artística. Cuando sucedió el sismo ella estaba en el club nocturno Versalles, lo que la salvó de morir aplastada en el club nocturno Plaza debido a que estaba en el Versalles contando chistes.
En 1967 los cantautores  Luis Méndez de la Rocha y Gustavo Latino le pusieron el apodo por el que sería conocida, "La Gordita de Oro", mismo que hacia referencia a su corpulencia y que Marina aceptó de buen grado llegando a afirmar que le gustaba más que le llamaran Gordita de Oro que Marina Cárdenas, las razones que daban eran 

Las gorditas somos preciosas, ves las caritas de las gorditas y son lindas, no te digo que la mía sea preciosa, la gente le ve a uno los pros y los contras. Me gusta más cuando me dicen Gordita de Oro que Marina Cárdenas.

Inició una larga carrera profesional con 48 años de actividad, Era comadre de  Carlos Mejía Godoy a quien le dedicó el tema La minifalda. A William Bendeck le grabó Bienvenido a Nicaragua. También lo hizo con Róger Fisher y Ricardo Acosta. Con el "Sistema Sandinista de Televisión grabó La gloria eres tú y en el año 2013 publicó el álbum El Loco y en abril de 2014 el disco Vivamos nuestro amor. Compartió escenario entre otros con Daniel Santos, María Luisa Landin, los Hermanos Rigual y Orlando Beltrán Ruiz y El negrito del Batey.
Desarrolló su vida profesional en Nicaragua sin necesidad de realizar muchas giras internacionales ella llegó a afirmar 

No tuve necesidad de ir a otro país para triunfar, fui profeta en mi patria.

## Fallecimiento
De carácter afable y cordial, Marina Cárdenas cayo en una depresión tras la muerte de su madre Victoria Espinales, con la que le unía una profunda relación. Enferma de hipertensión y de neumonía falleció en su casa del barrio de Los Ángeles de Managua a las 12 y media de la noche del viernes 31 de octubre de 2014. Se enterró, junto a su madre, en el Cementerio General de Managua después de que recibiera un homenaje de decenas de artistas de su época y otros más jóvenes organizado por la Asociación de Artistas de Nicaragua.

## Reconocimientos
- "Medalla a la Excelencia Artística" otorgada por el Ministerio de Cultura de Nicaragua, siendo la tercera artista que recibía tal  distinción.[3]
- Orden de la Excelencia Cultural Salvador Cardenal Argüello, otorgada por el concejo municipal de Managua.
- "Hija Dilecta" de Managua de manera póstuma, nombrada por el gobierno municipal.